# Рачисубани (Лагодехский муниципалитет)
Рачисубани (груз. რაჭისუბანი) — село в Грузии, в муниципалитете Лагодехи края Кахетия. 

## География
Село расположено в восточной части края, в 2 километрах по прямой к юго-востоку от центра муниципалитета Лагодехи. Высота центра — 430 метров над уровнем моря.

## Население
По данным переписи населения 2014 года, в селе проживало 68 человек.
| Год  | Население | Мужчины | Женщины |
| ---- | --------- | ------- | ------- |
| 2002 | 100       | 48      | 52      |
| 2014 | 68        | 33      | 35      |